# Trolleybus van Straatsburg
De trolleybus van Straatsburg maakte tussen 1939 en 1962 deel uit van het openbaarvervoernet van de Franse stad Straatsburg. Het net werd uitgebaat door de Compagnie des Transports Strasbourgeois (CTS) die er heden ten dage nog steeds instaat voor het tram- en busnet.

## Geschiedenis
De trolleybus kwam er voornamelijk als vervanging van het gedateerde tramnet en omdat autobussen op dat ogenblik nog onvoldoende kwaliteit boden. De eerste trolleybuslijn kwam in dienst op 27 mei 1939 tussen Roettig en Oswald. De grootste uitbreiding kwam er na de Tweede Wereldoorlog: tussen 1947 en 1950 verschenen twee extra lijnen die een aantal tramtrajecten vervingen. De laatste trolleybus reed op 30 maart 1962 de stelplaats binnen op het ogenblik dat de tram reeds twee jaar uit het straatbeeld verdwenen was, maar keerde vanaf 1994 terug.

## Lijnen
Het net telde bij de grootste uitbreiding drie lijnen:
- lijn 8/18: Roettig - Oswald
- lijn 15: Place Arnold / Place Broglie - Quartier des Quinze, geopend op 6 juni 1947 in de plaats van tramlijn 15
- Ringlijn 10: Station - place Brant - Station, geopend in twee etappes met eerst de zuidelijke helft op 30 december 1948 en het noordelijk deel op 14 mei 1950. Deze ringlijn door het centrum, in twee richtingen bereden, bestaat in 2024 nog steeds en wordt gereden met elektrische bussen.

## Rollend materieel
- Het park telde in totaal 26 trolleybussen met een capaciteit van 65 plaatsen die een aanhangwagen konden trekken met 40 plaatsen.
- 1 Vétra CS48 (met aanhangwagen tijdens de spits) op lijn 8/18
- 15 Vétra VBR
- 5 Vétra VBRh
- 5 Somua[1] SW die nadien omgevormd werden tot dieselbus.

Bij de sluiting van het net verhuisden de VBR-trolleybussen naar de netten van Grenoble, Perpignan, Le Havre en Belfort. De types VBRh kwamen terecht in Le Havre en Rouen. De Somua eindigden hun loopbaan in Tours.